# Pietra Grande
Die Pietra Grande (italienisch für „Großer Stein“) ist ein, laut Karte, 2936 Meter hoher Berg im nördlichen Teil der Brentagruppe, einem Gebirge der südlichen Kalkalpen in der italienischen Provinz Trient. Der Berg sendet nach Norden und Südosten ausgeprägte Grate und ist der beherrschende Gipfel des Gebiets. Erschlossen ist er durch die teilweise als Klettersteige ausgebauten Wege (Sentieri) Sentiero Gustavo Vidi und Claudio Constanzi, die auf den für die Brenta charakteristischen Gesteinsbändern durch seine Süd- und Westseite führen, sowie durch den Sentiero delle Palete, der die Pietra östlich tangiert. Zuerst bestiegen wurde der Gipfel am 14. Juli 1883 von dem englischen Kunstmaler und Alpinisten Edward Theodore Compton mit den Italienern Alberto und Orazio de Falkner. Geführt wurde die Gesellschaft von Matteo Nicolussi und Antonio Dallagiacoma aus Madonna di Campiglio über die unmittelbar nördlich benachbarte Cima Vagliana.

## Umgebung und Besteigung
Die Pietra liegt im nördlichen Teil der Brentagruppe. Bedeutende benachbarte Berge sind im Süden, getrennt durch den Wegübergang Passo del Grostè, mit der Bergstation der Luftseilbahn Cabinovia Grostè, 2. Abschnitt, auf 2446 Metern Höhe gelegen, die 2898 Meter hohe Cima del Grostè. Unmittelbar im Norden liegt die Cima Vagliana, mit 2864 Metern Höhe und schließlich, getrennt durch die Bocchetta dei Tre Sassi (2613 m), der 2914 Meter hohe Corno di Flavona. Nach Westen läuft das Gebiet in das Vallesinella (Sinellatal) aus, nach Nordosten ins Val di Santa Maria della Flavona. Nächstgelegene Ortschaften sind im Westen das gut 5 Kilometer Luftlinie entfernte Madonna di Campiglio im Campigliotal, im Südosten liegt das etwa 11 km entfernte Molveno am Lago di Molveno und ca. 17 km im Süden San Lorenzo in Banale.
Compton und seine Gefährten erreichten den Berg von Madonna di Campiglio aus über den Pass Bocchetta dei Tre Sassi. Über den Nordgrat bestieg die Gruppe zunächst die unmittelbar benachbarte Cima Vagliana. Nach einem Abstieg durch die Südwand der Vagliana gelangte man durch ein damals noch mit Firn gefülltes Kar und stieg über den Pietra-Nordgrat auf den höchsten Punkt. Man brauchte für den gesamten Weg vom Talort bis zum Gipfel, nach Comptons Angaben, 6 Stunden und 15 Minuten. Heutiger Stützpunkt für eine Besteigung der Pietra Grande ist das Rifugio Giorgio Graffer al Grostè auf 2261 Metern Höhe gelegen, an der Bergstation der Grostè-Seilbahn, wo zahlreiche Wanderwege und Klettersteige beginnen.